# Star Battle Japan
Star Battle Japan fue evento especial para Japón, un evento de lucha libre profesional producido por las empresas Lucha Libre AAA Worldwide (AAA), Pro Wrestling NOAH, ZERO1, Oz Academy y WAVE. Tuvo lugar el 26 de octubre de 2016 desde la Korakuen Hall en Tokio, Japón.

## Resultados
- KENSO, Dinastía, La Hiedra y Pimpìnela Escarlata derrotaron a Toshizo, Mini Abismo Negro, Mamba y Sumire Natsu.
  - Dinastía cubrió a Mini Abismo Negro.
  - Originalmente, Faby Apache era parte del equipo de Pimpinela, por razones desconocidas, es reemplazada por La Hiedra.
- Masato Tanaka y Ikuto Hidaka derrotaron a Angélico y El Hijo del Fantasma. 
  - Tanaka cubrió al Fantasma.
  - Originalmente, Jack Evans era parte del equipo de Angélico, debido al despido, fue reemplazado por El Hijo del Fantasma.
- Drago derrotó a Taiji Ishimori y Aero Star.
  - Drago cubrió a Aero Star.
  - Después de la lucha, Drago, Aero Star y Taiji Ishimori se dieron la mano en señal de respeto.
- Daga y Taya derrotaron a Australian Suicide y Aja Kong.
  - Daga cubrió a Australian.
- Pagano derrotó a Psycho Clown en un Falls Count Anywhere.
  - Pagano cubrió a Psycho Clown tras lanzarlo en una mesa con alambre de púas.
- Rey Mysterio, Akebono y Naomichi Marufuji derrotaron a Pentagón Jr., Brian Cage y El Texano Jr.
  - Mysterio cubrió a Cage después de un 619 acompañado de un Diving Splash.